# Mimolaia lata
Mimolaia lata är en skalbaggsart som beskrevs av Maria Helena M. Galileo och Martins 1991. Mimolaia lata ingår i släktet Mimolaia och familjen långhorningar. Inga underarter finns listade i Catalogue of Life.